# سیارک ۷۳۲

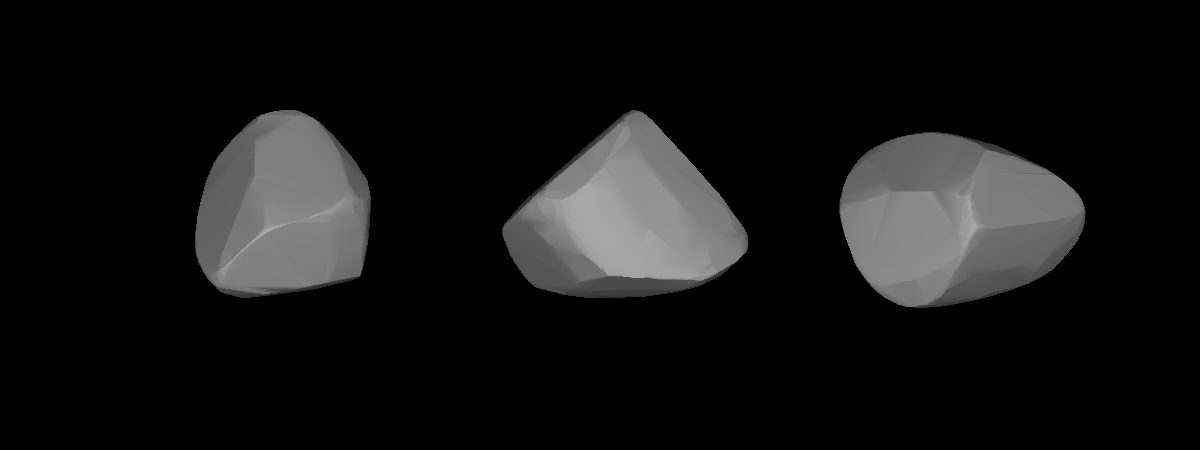
مدل سه‌بُعدی سیارک ۷۳۲ بر طبق منحنی نور آن

سیارک ۷۳۲ (به انگلیسی: 732 Tjilaki، نامگذاری:1912OR) هفتصد و سی و دومین سیارک کشف شده‌است که در ۱۵ آوریل ۱۹۱۲ و در هایدلبرگ کشف شد.
قدر مطلق سیارک برابر ۱۰٫۷۰ است.